# Garavogue River
Der Garavogue (irisch An Gharbhóg) ist ein kurzer Fluss in der irischen Grafschaft Sligo. Der Fluss verlässt Lough Gill und schlängelt sich durch Sligo, bevor er in die Sligo Bay im Atlantischen Ozean mündet.